# Paula Paiva Paulo
Paula Paiva Paulo (Belém,14 de junho de 1989) é uma jornalista brasileira da TV Globo, conhecida nacionalmente por ser uma das apresentadoras do G1 em 1 Minuto.

## Biografia
Formou-se em jornalismo em 2012 na Universidade Federal Fluminense. Seu Trabalho de conclusão de curso foi o livro-reportagem "‘Ponha-se na Rua’ ao ‘Sai do Morro Hoje’: das raízes históricas das remoções à construção da “cidade olímpica”. A inspiração veio após participar do Grupo de Trabalho de Remoções do Comitê Popular Rio para Copa e Olimpíadas, organização civil que reúne representantes de ONGs, de movimentos sociais, estudantes e qualquer pessoa que queira discutir e pesquisar sobre as violações de direitos humanos na preparação para os eventos no Rio de Janeiro. Em 2020, sua reportagem "650 mil famílias se declaram ‘povos tradicionais’ no Brasil" foi finalista do 42º Prêmio Vladimir Herzog.